# 도쿠노섬

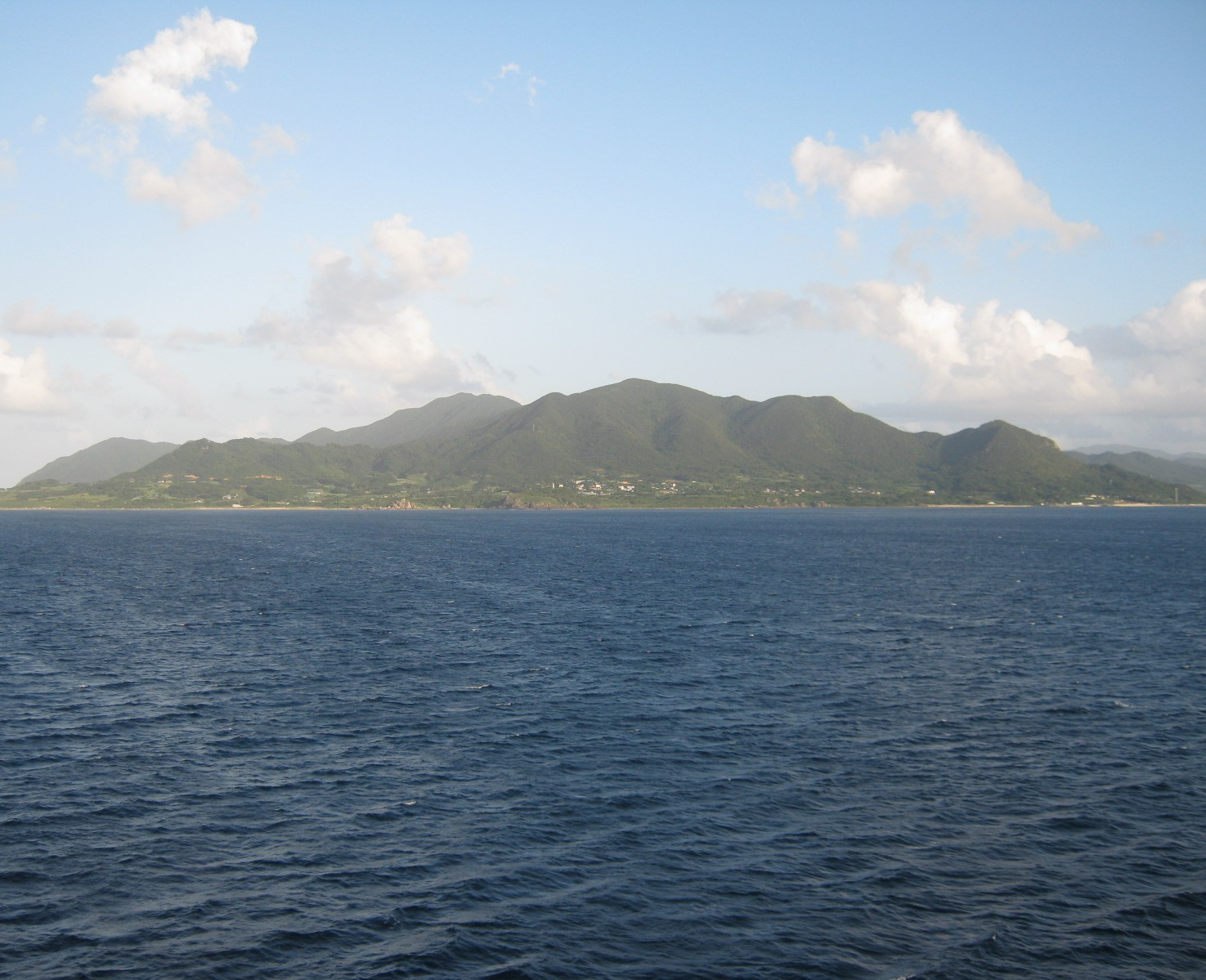

도쿠노섬(일본어: 徳之島)은 류큐 열도의 아마미 제도에 분류되는 섬의 하나로, 섬 안에는 가고시마현 오시마군에 속하는 도쿠노시마정, 이센정, 아마기정이 있다.
섬 안에는 아마미 제도의 아마미오섬을 중심으로 하는, 아마미 지방이라 하는 지역으로 분류된다. 면적은 약 247.77km2.

## 기후
기후는 류큐 제도와 동일하게 아열대에 속한다.

## 문화
언어는 류큐어의 하나로, 민요도 산신(三線; 오키나와 현을 대표하는 악기)을 사용한 것이 많을 정도로 문화적으로는 오키나와현에 가깝다. 소들끼리 싸우게 하는 투우가 번성한다.